# Tyresö HF
Le Tyresö Handbollförening est un club de handball situé à Tyresö, une commune du comté de Stockholm en Suède.
La section féminine est le meilleur club suédois de la fin des années 1980, remportant 3 fois consécutivement le championnat de Suède en 1987, 1988 et 1989 et la Coupe de Suède en 1986, 1987 et 1989.
Parmi les joueuses ayant évolué au club, trois ont été élues meilleures handballeuses de l'année en Suède :
- Ingrid Pinét, saison 1985-1986
- Mia Hermansson-Högdahl, saison 1986-1987
- Christina Pettersson, saison 1987-1988